# Anaplectes
Anaplectes is een geslacht van zangvogels uit de familie wevers en verwanten (Ploceidae).

## Soorten
Het geslacht omvat twee soorten:
- Anaplectes jubaensis – Rode wever
- Anaplectes rubriceps  – Scharlaken wever